# Еміл Стодола
Е́міл Сто́дола (словац. Emil Stodola; 22 березня 1862, Ліптовський Мікулаш,— 28 червня 1945, Братислава) — словацький юрист, адвокат, політичний діяч.
Народився в сім'ї підприємця, власника невеличких чинбарні та фабрики реміння, брат Аурела та Корнела Стодоли. Вивчав право у Відню, Братиславі, Берліні, Празі, а завершив навчання у Будапешті; доктор юридичних наук. Від 1891 працював адвокатом у рідному місті, в 1911—1919 — в Будапешті, а після 1919 — в Братиславі. Від кінця XIX століття був переконаним прихильником словацького національного руху, членом Словацької національної партії (від 1895 — член її центрального комітету, в 1921—1922 — голова партії). Гучне ім'я захисника національної ідеї завоював, виступаючи оборонцем у Банськобистрицькому процесі 1900 року (процес двадцятьох вісьмох словацьких патріотів, які публічно висловили підтримку та вітання журналістові Амбру Пієтору, що виступав проти мадяризації).
Під час праці в Будапешті був прихильником тісної співпраці всіх немадярських національностей Угорщини. Брав участь у зборах, на яких було створено Словацьку народну раду (26 травня 1914). Уклав проєкт автономії Словаччини, запропонований Словацьким національним зборам в Мартіні 30 жовтня 1918, а також перший проєкт закону про автономію Словаччини в Національних Зборах в 1919 році.
Після 1922 відійшов від політичної діяльності.
У своїх наукових та публіцистичних творах головну увагу приділяв національному питанню, а також статистиці. Автор монографії «Štatistika slovenska» (1919). Зробив великий внесок у розробку словацької правничої термінології.

## Джерело
- Encyklopédia slovenska. Bratislava: Veda, 1981, V. zväzok, s. 603. (словац.)